# Patrick Schreiber

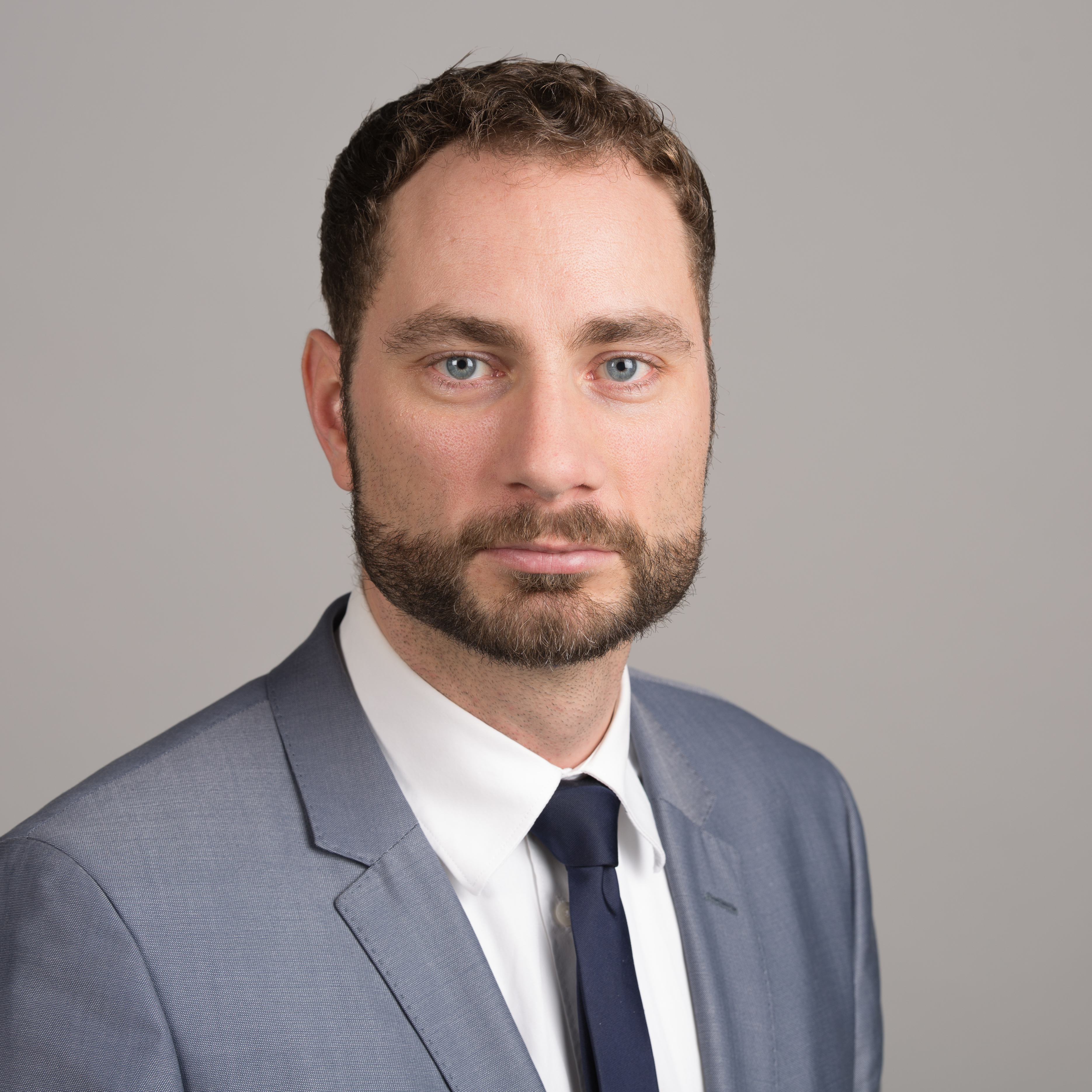
Patrick Schreiber, 2016

Patrick Schreiber (* 8. November 1979 in Dresden) ist ein deutscher Politiker (CDU). Er war von 2004 bis zum 2. September 2010 Stadtrat in seiner Heimatstadt Dresden und war zwischen 2009 und 2019 Mitglied des Sächsischen Landtages. Seit dem 15. März 2025 ist er Präsident des sächsischen Landesamtes für Schule und Bildung.

## Leben
Schreiber schloss 1998 seine Schulbildung mit dem Abitur am Dresdner Romain-Rolland-Gymnasium ab und leistete anschließend bis 1999 seinen Grundwehrdienst in Bayreuth, Holzdorf und Dresden. Er studierte im Hauptfach Neuere/Neueste Geschichte und in den Nebenfächern Romanistik (Spanisch)-Kulturwissenschaften sowie Politikwissenschaft an der TU Dresden und schloss sein Studium im Jahr 2007 mit dem Magister Artium ab. Von 2008 bis 2010 war er geschäftsführender Gesellschafter einer Event & Marketing Agentur in Dresden.
Schreiber lebt in Dresden. Seit 2020 arbeitet Schreiber in der Unternehmensführung eines privaten Schulträgers in Dresden.
Die sächsische Staatsregierung bestellte ihn am 4. März 2025 zum Präsidenten des Landesamtes für Schule und Bildung. Er hat sein Amt am 15. März 2025 angetreten.

## Politik
Im Alter von 17 Jahren trat Schreiber 1996 in die Junge Union ein. Im darauf folgenden Jahr folgte der Eintritt in die CDU. Von 1998 bis 2000 führte er als Vorsitzender den sächsischen Landesverband der Schüler Union. Von 1999 bis 2009 war Schreiber Mitglied des Landesvorstandes der Jungen Union Sachsen & Niederschlesien, davon vier Jahre stellvertretender Landesvorsitzender.
Von 2003 bis 2019 war Schreiber Vorsitzender des CDU-Ortsverbandes Dresden-Neustadt.
In den Jahren 2001 bis 2004 war er auf der untersten kommunalpolitischen Ebene im Ortsbeirat Dresden-Neustadt (seit 2018: Stadtbezirksrat) tätig und wurde im Jahr 2004 das erste Mal in den Dresdner Stadtrat gewählt. Bei der Kommunalwahl 2009 erfolgte die Wiederwahl in dieses Gremium. Im September 2010 legte er das Mandat nieder und schied auf eigenen Wunsch hin aus dem Dresdner Stadtrat aus. Bis 2017 war er jedoch noch Mitglied im Dresdner Jugendhilfeausschuss.
Von 2010 bis 2018 war Schreiber Vorsitzender der Dresdner Mittelstands- und Wirtschaftsvereinigung der CDU/CSU und von 2015 bis 2019 stellvertretender Kreisvorsitzender der CDU Dresden.
Er ist Vorstandsmitglied im sächsischen Verband für Lesben und Schwule in der Union (LSU).
Bei der Landtagswahl am 30. August 2009 zog er als Direktkandidat der CDU im Wahlkreis 45 (Dresden 3) das erste Mal in den Sächsischen Landtag ein. Bei der Landtagswahl 2014 verteidigte er seinen Wahlkreis in Dresden und zog erneut in den Landtag ein.
Von 2009 bis 2014 war er jugendpolitischer Sprecher seiner Fraktion. Des Weiteren war er von 2012 bis 2014 Vorsitzender des ersten NSU-Untersuchungsausschusses des sächsischen Landtags und war stellvertretender Vorsitzender des zweiten Untersuchungsausschusses Kriminelle und korruptive Netzwerke in Sachsen („Sachsensumpf“). Er gehörte auch dem zweiten NSU-Untersuchungsausschuss ab 2015 im Landtag an.
Weiterhin war Schreiber Mitglied in den Ausschüssen für Soziales und Verbraucherschutz sowie Schule und Sport. Letzteren leitete er von 2014 bis 2019 als Vorsitzender. Schreiber war pflegepolitischer Sprecher der CDU-Landtagsfraktion und in dieser Funktion auch Obmann der CDU-Fraktion in der Enquete-Kommission „Pflege älterer Menschen“ des Sächsischen Landtages.
Von 2009 bis 2020 war er Mitglied des Landesjugendhilfeausschusses, welchen er ab 2015 auch als Vorsitzender leitete. Außerdem war er zehn Jahre Kurator der sächsischen Landeszentrale für politische Bildung.
In der Flüchtlingskrise in Europa ab 2015 kritisierte er gemeinsam mit anderen CDU-Politikern den Kurs der Bundeskanzlerin Angela Merkel.
Bei der Landtagswahl 2019 kandidierte er nicht und zog sich aus der Politik zurück.